# Preisaufschlagskalkulation
Die Preisaufschlagskalkulation ist Teil des Modells der modifizierten Phillipskurve.
Hiermit kann man den Zusammenhang zwischen Löhnen, Preisen von Produkten und der Arbeitslosenquote in einem Land simulieren und vereinfacht darstellen. Verschiedene Lösungsansätze nutzen dieses Modell, unter anderem die Akzelerationshypothese.
Hiernach gilt:
- {\displaystyle w_{t}-w_{t-1}=hy_{t}+c(p_{t-1}-p_{t-2}),\quad h>0,\;0<c<1}

Dabei ist {\displaystyle w_{t}} die Lohnzuwachsrate (= {\displaystyle w_{t}-w_{t-1}}), {\displaystyle p_{t-1}} die natürliche Arbeitslosenquote, {\displaystyle p_{t-2}} die tatsächliche Arbeitslosenquote, {\displaystyle h} ein positiver Faktor, c eine positive Konstante zwischen 0 und 1 und {\displaystyle y_{t}} die erwartete Inflationsrate, jeweils für die Periode {\displaystyle t}.